# Alekseyevka (ort i Quba)
Alekseyevka är en ort i Azerbajdzjan.   Den ligger i distriktet Quba Rayonu, i den nordöstra delen av landet, 160 kilometer nordväst om huvudstaden Baku. Alekseyevka ligger 476 meter över havet och antalet invånare är 2 573.
Terrängen runt Alekseyevka är platt åt nordost, men åt sydväst är den kuperad. Runt Alekseyevka är det ganska glesbefolkat, med 48 invånare per kvadratkilometer.. Närmaste större samhälle är Quba, 5,6 kilometer väster om Alekseyevka. 
Trakten runt Alekseyevka består till största delen av jordbruksmark.